# استقلال جوان
روزنامه استقلال جوان یک روزنامه ورزشی و هواداری فوتبالی است که عمده مطالب آن به باشگاه فوتبال استقلال ایران مرتبط است. این روزنامه در سال ۱۳۷۲ آغاز به کار کرد و در ابتدای کار به شکل هفته‌نامه و در روزهای سه شنبه منتشر می‌شد. استقلال جوان بعدها امتیاز روزنامه گرفت و در حال حاضر به شکل الکترونیکی منتشر می‌شود. وب‌سایت، اینستاگرام و کانال تلگرام این روزنامه نیز فعال است. سردبیر استقلال جوان علی خلف و مدیر مسئول آن نیز اکبر رستمی نیا می‌باشد.

## تعطیل شدن چاپ کاغذی روزنامه
بنابر اظهار نظر علی فتح‌الله‌زاده، سردبیر وقت استقلال جوان، به دلیل ضررهای مالی، انتشار نسخه کاغذی این روزنامه، در سه شنبه ۲۵ دی ۱۳۹۴ متوقف شد. وب سایت این روزنامه همچنان فعال است. بنابر اطلاعیه وبسایت رسمی این روزنامه، پس از ۲۸ سال، علی فتح‌الله‌زاده و علی آقامحمدی از تیم مدیریتی استقلال‌جوان کنار رفتند. در حال حاضر اکبر رستمی نیا صاحب امتیاز و مدیر مسئول این روزنامه است و علی خلف نیز سردبیر آن می‌باشد.